# Municipio de Red Springs
El municipio de Red Springs (en inglés: Red Springs Township) es un municipio ubicado en el  condado de Robeson en el estado estadounidense de Carolina del Norte. En el año 2000 tenía una población de 5.958 habitantes.

## Geografía
El municipio de Red Springs se encuentra ubicado en las coordenadas 34°48′50″N 79°10′25.38″O / 34.81389, -79.1737167.